# Державна служба заповідної справи
Державна служба заповідної справи — урядовий орган у складі Міністерства охорони навколишнього природного середовища України

## Завдання
Служба:
- бере участь в реалізації державної політики у сфері збереження та невиснажливого використання природно-заповідного фонду, відтворення його природних комплексів та об'єктів;
- забезпечує державне управління територіями та об'єктами природно-заповідного фонду України ;
- здійснює державний контроль за додержанням режиму територій та об'єктів природно-заповідного фонду;
- забезпечує збереження біологічного та ландшафтного різноманіття на територіях природно-заповідного фонду;
- готує пропозиції щодо сталого розвитку репрезентативної мережі природно-заповідного фонду та формування національної екологічної мережі.

## Історія
Створена у 2001 шляхом реорганізації створеного у 1995 Головного управління національних природних парків і заповідної справи. Станом на 27 квітня 2013 року - це Департамент заповідної справи у структурі Міністерства екології та природних ресурсів України, із 22-ма штатними посадами .